# 莫雷斯科
莫雷斯科（義大利語：Moresco），是意大利费尔莫省的一个市镇。总面积6.32平方公里，人口635人，人口密度100.5人/平方公里（2009年）。ISTAT代码为044053。